# Token (Rechnernetz)
Ein Token (engl. für Zeichen, Marke) ist ein Hilfsmittel zur Prozesssynchronisation, insbesondere nebenläufiger Prozesse – wer das Token hat, darf auf die Ressource (zum Beispiel einen Speicherbereich oder eine Schnittstelle) zugreifen. Wenn er das Token freigegeben hat, darf ein Konkurrent die Ressource benutzen. 

## Token bei Rechnernetzen
Er wird in einem Rechnernetz eingesetzt, um Kollisionen beim Zugriff auf Datenframes zu verhindern und sicherzustellen, dass alle angeschlossenen Computer Gelegenheit zum Senden bekommen. 
Das Token wird beim Medienzugriffsverfahren Token-Passing benutzt, um zwischen den konkurrierenden Prozessen umzuschalten.
Netzwerkarchitekturen, die dieses Verfahren einsetzen sind z. B. Token Bus und Token Ring. 

## Objektzugriffssteuerung via Token
Ist ein exklusiver Zugriff eines Prozesses auf ein Objekt notwendig (z. B. auf eine Datenbanktabelle oder einen Speicherbereich), kann dies durch ein Token modelliert werden. Die verschiedenen Verfahren werden als Mutex bezeichnet.